# Mai 1795

## Événements
- 1er mai, États-Unis :

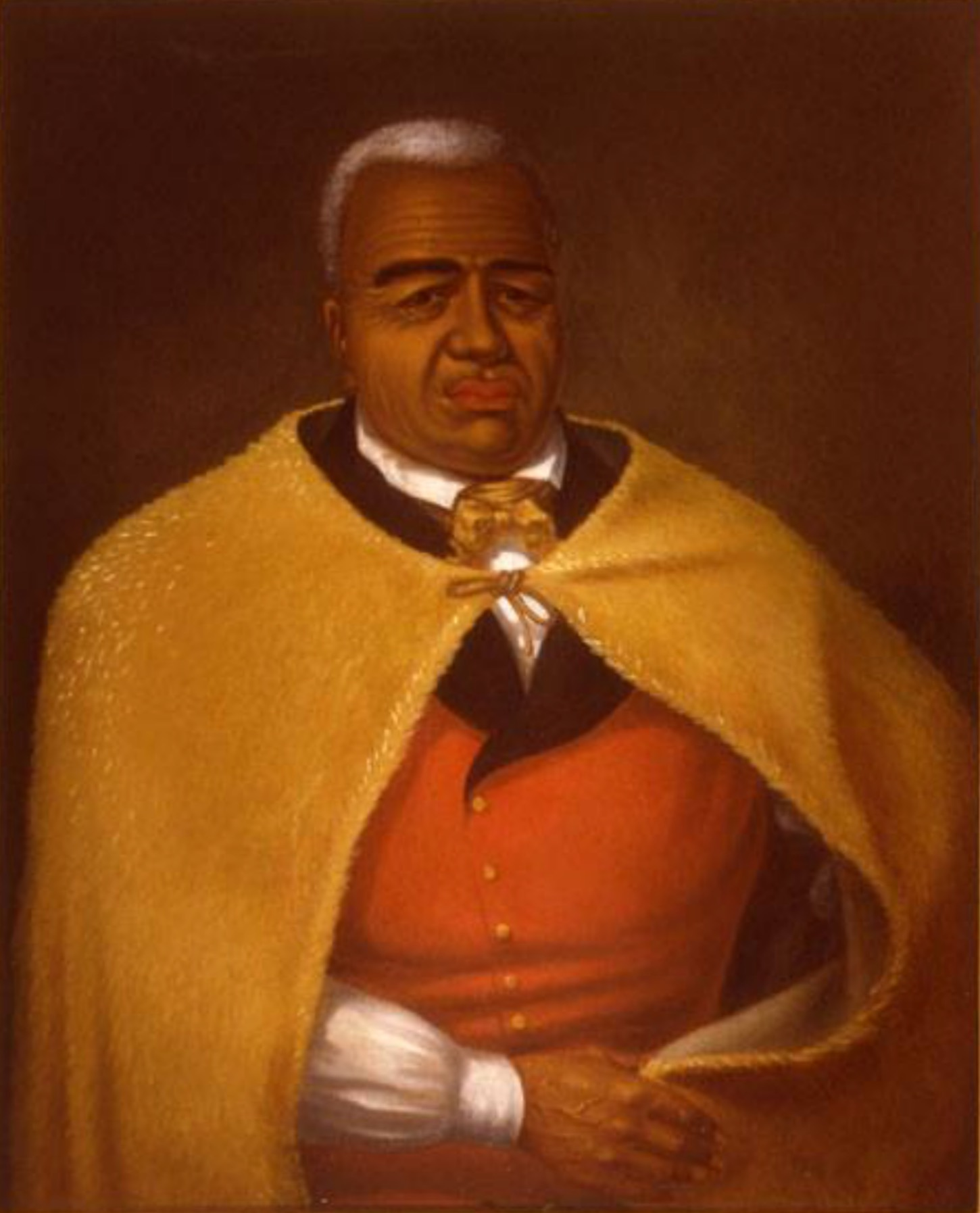
Portrait de Kamehameha Ier

  - Le drapeau est modifié à la suite des entrées du Vermont (en 1791) et du Kentucky (en 1792) dans l'Union, le nombre d'étoiles et le nombre de bandes passent à quinze[1].
  - Kamehameha Ier de l'île d'Hawaï met en défaite les Oahuans, solidifiant sa commande des îles principales de l'archipel et fondent officiellement le royaume d'Hawaï.

- 2 mai (13 floréal an III), France : traité de Saint-Florent le Vieil avec Stofflet. Restitution des biens des rebelles saisis, dispense de service militaire, liberté de culte.

- 6 mai (17 floréal an III) :
  - France : une commission de modérés est chargée de la rédaction d'une Constitution (Daunou, Boissy d'Anglas).
  - Institution du système de Speenhamland au Royaume-Uni, prévoyant de moduler le montant de l’aide accordée aux pauvres en fonction du prix des denrées de base et de la taille de la famille indigente[2].

- 8 mai (19 floréal an III) : Michel Lefrançois de Lalande observe Neptune, qu'il prend pour une étoile (il en fera une nouvelle observation le 10 mai).

- 16 mai (27 floréal an III) : traité de la Haye[3]. Les Pays-Bas cèdent la Flandre zélandaise et deviennent la République batave. Paix de la république Batave avec la France.

- 20 mai (1er prairial an III), France (Floréal-Prairial an III) : exécution de Fouquier-Tinville (entre autres) le 7 mai (18 floréal an III.

- 20, 21 et 22 mai (1er, 2 et 3 prairial an III), France : journées révolutionnaires : la foule en arme envahit la Convention en tirant pour forcer les barrages. Le député Féraud est tué et sa tête portée sur une pique. La Convention est forcée d'adopter une série de mesures : libération des personnes arrêtées depuis le 9 thermidor, rétablissement des visites domiciliaires contre les accapareurs, permanence des sections, renouvellement des Comités. À minuit, un court combat oppose les sectionnaires de l'Est aux gardes nationaux de l'Ouest. Les députés de la majorité reprennent les débats. Les six députés qui se sont déclarés partisans de l'insurrection sont arrêtés (ils sont condamnés à mort le 16 juin) ; Duquesnoy, Goujon et Romme se suicident, Duroy, Bourbotte et Soubrany se blessent et sont guillotinés le 29 prairial) et on propose de désarmer les sectionnaires, ce qui se fait dans le calme le 4 prairial. Une répression anti-jacobine suit l'échec de prairial : arrestation, exécution de députés, poursuite contre les membres du gouvernement révolutionnaire, épuration de la garde nationale.

- 20 mai et juin 1795 : exécution à la hache de sept jacobins hongrois à Buda : Martinovics (hu), Hajnoczy (hu), Szentmarjay, Szolártsik, Laczkovics, Sigray, Öz, accusés de complot. 18 des 49 accusés sont condamnés à mort pour haute trahison[4].

- 27 mai : autorisation de produire du fer dans le Minas Gerais au Brésil[5].

- 28 mai (9 prairial an III) : bataille de Grand-Champ.

- 30 mai (11 prairial an III), France :
  - restitution légale des églises aux populations qui en feraient la demande et partage des édifices entre le culte décadaire, le culte constitutionnel et le culte réfractaire.
  - Bataille de Saint-Bily.

- 31 mai (12 prairial an III), France :
  - Suppression du tribunal révolutionnaire[6].
  - Réouverture des églises.
  - Annulation des condamnations pour fédéralisme. Radiation des listes des individus ayant émigré après le 31 mai 1793. Restitution des biens des condamnés à mort non vendus.
  - Combat de la Chène.

## Naissances
- 9 mai : Edmée Brucy, peintre française († 17 août 1826)
- 13 mai (24 floréal an III) : Gérard Paul Deshayes (mort en 1875), géologue et conchyliologue français.
- 19 mai : Johns Hopkins (mort en 1873), homme d'affaires et philanthrope américain.

## Décès
- 19 mai :
  - Josiah Bartlett (né en 1729), physicien américain.
  - James Boswell, mémorialiste britannique, biographe de l’écrivain Samuel Johnson (° 1740).